# Ismarker
En ismarker er slang for en person med både dansk og islandsk tilknytning. I 2006 var der således, ifølge Danmarks statistik, 7827 personer med islandsk og dansk tilknytning i Danmark. 